# Cranium (juego de mesa)

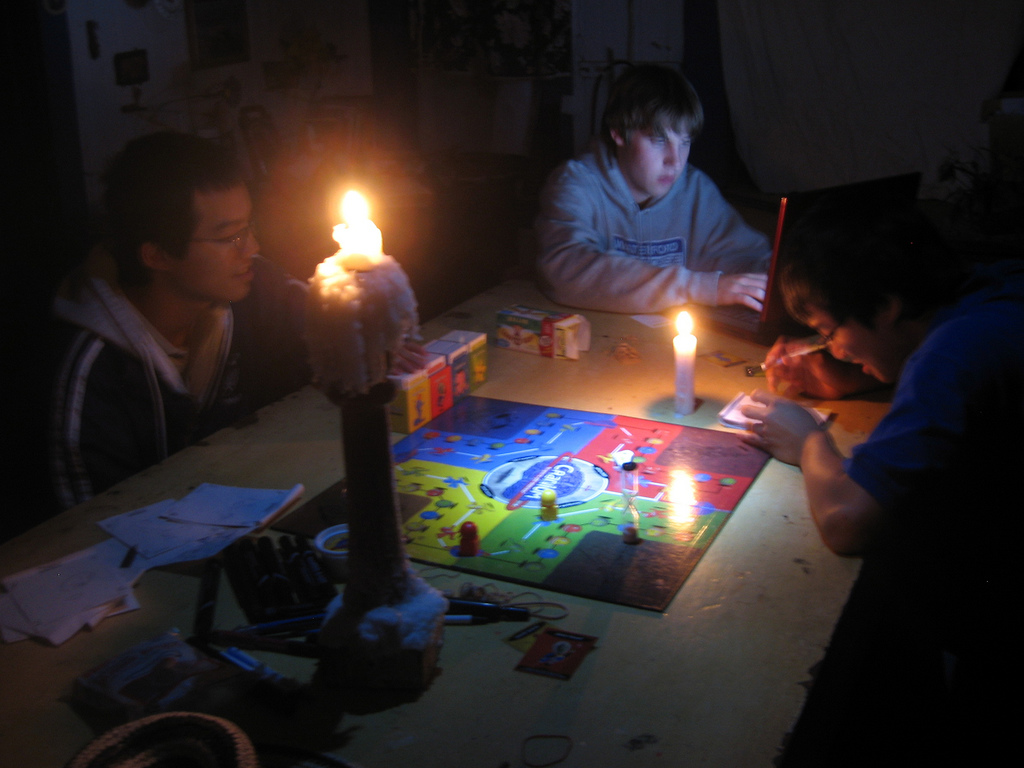
Partida de Cranium.

Cranium® es un juego de mesa lanzado por su propia compañía, Cranium Inc. Distribuido por la multinacional Bandai. Cranium incluye una gran variedad de actividades: dibujar, dibujar a ojos cerrados, imitar artistas famosos, realizar mímica de animales o personajes famosos, tararear canciones, resolver anagramas, deletrear palabras al revés, responder preguntas de conocimientos generales, moldear objetos o personajes en plastilina, etc. 
El juego admite como máximo la participación de 4 equipos, cuyo número de integrantes no está limitado. 
Existe una versión latinoamericana de este juego y también una versión para niños.
Contiene varias formas de juegos, Cartas, moldeables,  o unos más interactivos que otros